# Arne Borghegn
Arne Borghegn (1943 – 2020) var en dansk skibsdesigner og yachtkonstruktør, kendt for sine sejlbådsdesigns, især for Motiva Yachts og Nordship Yachts. Han var en central figur inden for dansk bådebyggeri og design af langdistance-sejlbåde.

## Karriere
Arne Borghegn startede sin karriere inden for bådebyggeri hos Poul Molichs værft i Hundested. Han uddannede sig senere til skibsingeniør på Helsingør Teknikum og arbejdede derefter i 14 år på Helsingør Værft, hvor han fik solid erfaring med skibsdesign og konstruktion.
I slutningen af 1970'erne etablerede Borghegn sin egen designvirksomhed, Borghegn Yachtdesign, hvor han udviklede en række sejlbådsmodeller. Fra begyndelsen af 1980'erne blev han husdesigner for Motiva Yachts, en dansk producent af langkølede oceangående sejlbåde. Han samarbejdede også med Nordship Yachts, hvor han var involveret i udviklingen af flere moderne dækssalonskibe.

## Design og bidrag
Borghegns designs var kendetegnet ved deres robusthed, gode sejlegenskaber og fokus på komfort ved langturssejlads. Nogle af de mest kendte sejlbådsmodeller, han tegnede, inkluderer:
- Junker (22 & 26) – Borghegn designede flere både i Junker-serien, som var populære i Danmark for deres gode sejlegenskaber og tidløse design.
- Naver (29) – Han bidrog også til udviklingen af Naver-bådene, som var kendt for deres stærke konstruktion og velegnethed til både kap- og tursejlads.
- Motiva (33 - 57) – En række solide, langkølede langtursbåde med gode sejlegenskaber: robuste og velafprøvede langtursbåde.
- Nordship (360 - 450) – Moderne dækssalonbåde med rummeligt interiør og med fokus på komfort og gode sejleregenskaber.

Borghegns designs blev anerkendt for deres kvalitet og funktionalitet, og mange af hans både sejler stadig verden rundt i dag.

## Arv og eftermæle
Arne Borghegn efterlod sig et betydeligt bidrag til dansk båddesign, og hans både er fortsat eftertragtede blandt langturssejlere. Han døde i 2020 i en alder af 76 år.